# L-xilosio 1-deidrogenasi
La L-xilosio 1-deidrogenasi è un enzima appartenente alla classe delle ossidoreduttasi, che catalizza la seguente reazione:
L-xilosio + NADP+ ⇄ L-xilono-1,4-lattone + NADPH + H+
L'enzima è anche in grado di ossidare D-arabinosio e D-lixosio.